# Uzurpacija
Uzurpacija (latinski usurpatio = "prisvajanje") izraz je koji označava svako samovlasno ili protuzakonito prisvajanje ovlasti. Pod time se podrazumijeva samovlasno, protuzakonito i najčešće nasilno preuzimanje vlasti u nekoj državi od strane osoba koje se pri tome proglašavaju njenim državnim poglavarima i uzimaju odgovarajuće titule. Takvi su slučajevi kroz povijest najčešći u monarhijama, a osobe koje na taj način dolaze ili pokušavaju doći na vlast nazivaju se uzurpatorima, što u pravilu predstavlja pejorativan izraz.